# Racing Club de Cannes
RC Cannes é um clube de voleibol francês e um dos mais tradicionais da Europa.

## História
O Racing Club de Cannes é um clube poliesportivo fundado em 1922 cujo departamento do voleibol foi introduzido em 1942. Originalmente teve equipes dos masculinas e das femininas até 1948 em que a equipe dos homens foi dissolvida. O clube jogou em ligas regionais e nacionais mais baixas e quando a liga nacional foi reestruturada em 1967, ganhou um lugar na liga de elite. O clube mostrou-se competitivo e depois de terminar em segundo lugar em 1972, qualificou pela primeira vez para jogar em uma competição européia ( CEV Cup ).  
Em 1993, o treinador chinês Yan Fang foi contratado e permaneceu no clube até a temporada 2015-16. Sob o seu comando, o clube ganhou vinte Campeonatos Francês (incluindo 18 títulos consecutivos de 1997-98 a 2014-15 e terminou em segundo lugar em 1993-94, 1996-97 e 2015-16), dezenove Copas da França (terminou em segundo lugar em 1993-94, 1994-95 , 2001-02 e 2014-15), duas CEV  Champions League (em 2001-02 e 2002-03, terminando em segundo em 2005-06 e 2011-12 ).  O clube também ganhou menores torneios internacionais, tais como as das mulheres Top Volley Internacional em seis ocasiões (1990, dezembro de 1993, 1995, 1999, 2002 e 2005). 

## Títulos

### Competições Nacionais
- Campeonato Francês: 20

1994–95, 1995–96, 1997–98, 1998–99, 1999–00, 2000–01, 2001–02, 2002–03, 2003–04, 2004–05, 2005–06, 2006–07, 2007–08, 2008–09, 2009–10, 2010–11, 2011–12, 2012–13, 2013–14, 2014–15
- Copa da França: 19

1995–96, 1996–97, 1997–98, 1998–99, 1999–00, 2000–01, 2002–03, 2003–04, 2004–05, 2005–06, 2006–07, 2007–08, 2008–09, 2009–10, 2010–11, 2011–12, 2012–13, 2013–14, 2015–16

### Competições Internacionais
- CEV Champions League: 2

2001–02, 2002–03